# I migliori anni
I migliori anni è un programma televisivo italiano di genere varietà, in onda in prima serata su Rai 1 dal 12 gennaio 2008, ideato e condotto da Carlo Conti.
Il programma ha preso il titolo dalla canzone di Renato Zero del 1995, I migliori anni della nostra vita.

## Il programma
Il programma, realizzato interamente in Italia e prodotto da Rai ed Endemol Italia, è nato nel 2007 da un'idea di Carlo Conti, Emanuele Giovannini e Leopoldo Siano (su uno spunto di Andrea Palazzo e Pasquale Romano).
Per le prime cinque edizioni del programma, gli autori stabili del programma sono Carlo Conti, Massimo Giacomazzi, Emanuele Giovannini, Ermanno Labianca, Ivana Sabatini e Leopoldo Siano. A questi si affiancano, per le prime quattro edizioni, Domenico Baldini e Andrea Palazzo, per tre Alessandra Bisegna (3ª, 4ª e 5ª) e Pasquale Romano (1ª, 2ª e 3ª), per una Ernesto Marra (1ª).
Nella sesta edizione, al gruppo di Conti, Giovannini, Sabatini e Siano si aggiungono Mario D'Amico, Andrea Lo Vecchio, Marco Luci e Francesco Valitutti.
La trasmissione consiste in una gara tra decenni e nasce da un'idea di Carlo Conti, Emanuele Giovannini e Leopoldo Siano nel 2007.
I brani musicali sono accompagnati dall'orchestra diretta dal maestro Pinuccio Pirazzoli, mentre le coreografie sono eseguite un corpo di ballo di circa 40 elementi tra ballerini e ballerine suddivisi per i vari decenni diretti dal coreografo Fabrizio Mainini.
Il programma ha lo scopo di rivivere gli anni più belli della nostra vita attraverso una selezione degli anni più significativi del dopoguerra italiano, con la partecipazione di numerosi ospiti nazionali e internazionali, dimostrando però che (come dice anche il conduttore) la memoria non è nostalgia.
In ogni edizione vi è una gara tra vari decenni (dagli anni sessanta agli anni novanta) con la partecipazione di numerosi ospiti musicali, ed era spunto per rievocare fatti storici e personaggi famosi apparsi nella televisione dell'epoca. Le esibizioni venivano quindi giudicate da una platea di cento diciottenni, ma ciò che decretava la vittoria della serata era il televoto, per cui nell'ultima puntata veniva celebrato il decennio musicale vincitore.
Nelle prime due edizioni la gara in ciascuna puntata avviene con un confronto ad eliminazione di un decennio contro un altro; dalla terza alla quinta edizione in ogni puntata gareggiavano invece tutti i decenni. Durante le varie edizioni sono stati ospiti diversi personaggi di fama internazionale.
Per la sola sesta edizione il format venne profondamente modificato; riportò infatti in vita lo storico programma RAI Canzonissima: la gara era fra dieci cantanti fissi che eseguivano una cover mentre ognuno di loro (uno a settimana) poteva cimentarsi con un inedito. Le esibizioni erano votate da tre giurie: una giuria demoscopica composta da cento giovani, un campione di cinquanta "telespettatori tipo" in collegamento ogni puntata dalla sede Rai di un'altra città (diversa ogni settimana) e infine coloro che esprimevano il voto sul sito internet ufficiale del programma. Questi ultimi avevano un'intera settimana di tempo per votare.

## Edizioni
| Edizione | Anno      | Conduzione  | Periodo           | Periodo          | Puntate | Presenze fisse    | Presenze fisse      | Presenze fisse      | Madrine        | Madrine         | Madrine             | Madrine             | Regia              | Studio                                          | Sede |
| Edizione | Anno      | Conduzione  | Inizio            | Fine             | Puntate | Presenze fisse    | Presenze fisse      | Presenze fisse      | Madrine        | Madrine         | Madrine             | Madrine             | Regia              | Studio                                          | Sede |
| -------- | --------- | ----------- | ----------------- | ---------------- | ------- | ----------------- | ------------------- | ------------------- | -------------- | --------------- | ------------------- | ------------------- | ------------------ | ----------------------------------------------- | ---- |
| 1ª       | 2008      | Carlo Conti | 12 gennaio 2008   | 23 febbraio 2008 | 7       | Nino Frassica     | Non presente        | Non presente        | Pamela Camassa | Pamela Camassa  | Maria Elena Vandone | Maria Elena Vandone | Stefano Vicario    | Studios                                         | Roma |
| 2ª       | 2008      | Carlo Conti | 19 settembre 2008 | 28 novembre 2008 | 11      | Nino Frassica     | Benito Urgu         | Non presente        | Sofia Bruscoli | Sofia Bruscoli  | Roberta Giarrusso   | Roberta Giarrusso   | Maurizio Pagnussat | Studios                                         | Roma |
| 3ª       | 2009      | Carlo Conti | 18 settembre 2009 | 18 dicembre 2009 | 14      | Non presente      | Benito Urgu         | Non presente        | Roberta Morise | Sara Facciolini | Elena Ossola        | Angela Tuccia       | Maurizio Pagnussat | Studios                                         | Roma |
| 4ª       | 2010-2011 | Carlo Conti | 17 settembre 2010 | 6 gennaio 2011   | 14      | Nino Frassica     | Benito Urgu         | Francesco Scali     | Roberta Morise | Sara Facciolini | Elena Ossola        | Angela Tuccia       | Maurizio Pagnussat | Auditorium Rai del Foro Italico                 | Roma |
| 4ª       | 2010-2011 | Carlo Conti | 17 settembre 2010 | 6 gennaio 2011   | 14      | Nino Frassica     | Benito Urgu         | Luigi Leoni         | Roberta Morise | Sara Facciolini | Elena Ossola        | Angela Tuccia       | Maurizio Pagnussat | Auditorium Rai del Foro Italico                 | Roma |
| 5ª       | 2011      | Carlo Conti | 16 settembre 2011 | 9 dicembre 2011  | 11      | Dado              | Dado                | Dado                | Roberta Morise | Sara Facciolini | Non presenti        | Non presenti        | Maurizio Pagnussat | Studios                                         | Roma |
| 6ª       | 2013      | Carlo Conti | 19 gennaio 2013   | 23 marzo 2013    | 9       | Nino Frassica     | Pamela Camassa      | Pamela Camassa      | Non presenti   | Non presenti    | Non presenti        | Non presenti        | Maurizio Pagnussat | Studio 5 CPTV Nomentano Dear                    | Roma |
| 7ª       | 2016      | Carlo Conti | 29 aprile 2016    | 27 maggio 2016   | 5       | Anna Tatangelo    | Ubaldo Pantani      | Ubaldo Pantani      | Non presenti   | Non presenti    | Non presenti        | Non presenti        | Maurizio Pagnussat | Teatro 15 di Cinecittà                          | Roma |
| 8ª       | 2017      | Carlo Conti | 28 aprile 2017    | 26 maggio 2017   | 5       | Anna Tatangelo    | Non presente        | Non presente        | Non presenti   | Non presenti    | Non presenti        | Non presenti        | Maurizio Pagnussat | Studios                                         | Roma |
| 9ª       | 2023      | Carlo Conti | 28 aprile 2023    | 27 maggio 2023   | 6       | Flora Canto       | Gianmarco Carroccia | Gianmarco Carroccia | Non presenti   | Non presenti    | Non presenti        | Non presenti        | Maurizio Pagnussat | Studio 5 degli Studi televisivi Fabrizio Frizzi | Roma |
| 10ª      | 2024      | Carlo Conti | 6 aprile 2024     | 4 maggio 2024    | 5       | Maurizio Battista | Giorgio Mastrota    | Giorgio Mastrota    | Non presenti   | Non presenti    | Non presenti        | Non presenti        | Maurizio Pagnussat | Studio 5 degli Studi televisivi Fabrizio Frizzi | Roma |

## Puntate speciali
- Alla fine di ciascuna delle prime quattro edizioni e della nona edizione è stata trasmessa una puntata contenente il meglio dell'edizione appena terminata.
- Il 16 dicembre 2011, nell'ambito della maratona Telethon, Carlo Conti, affiancato da Sara Facciolini e Roberta Morise, ripropose in una puntata il meglio delle prime cinque edizioni della trasmissione: questo speciale fece intendere la possibile chiusura e l'arrivo di una lunga pausa per il programma (notare che la sesta edizione, inizialmente prevista per l'autunno 2012, è stata spostata al gennaio 2013 apposta per garantire una pausa alla trasmissione al fine di poter recuperare gli ascolti in calo durante la quinta edizione).
- Dal 2018 ogni domenica pomeriggio   nel periodo estivo va in onda I migliori de i migliori anni (ad eccezione del 2020 che è andato in onda il venerdì in prima serata e del 2021 che non è andato proprio in onda), dove vengono mostrate le migliori esibizioni e le migliori interviste dalla prima alla sesta edizione del programma. Talvolta vengono riproposte anche le puntate in forma integrale. Non va più in onda dal 2023 a seguito del ritorno del programma originale.

## Compilation
Nel corso degli anni sono state messe in vendita varie compilation legate al programma ed esse furono:
- I migliori anni - Dance
- I migliori anni - Italia
- I migliori anni - Love
- I migliori anni - International
- I migliori anni '80 - 2010
- Le 100 canzoni - I migliori anni

## Riconoscimenti
- 2008 - Premio Regia Televisiva categoria Top 10
- 2008 - Premio Regia Televisiva categoria Trasmissione dell'anno
- 2009 - Premio Regia Televisiva categoria Top 10
- 2010 - Premio Regia Televisiva categoria Top 10
- 2011 - Premio Regia Televisiva categoria Top 10

## Esportazione del format
Il format, realizzato interamente in Italia e prodotto da Rai ed Endemol Italia, è stato esportato per la prima volta, nel 2009 in Spagna. Nello stesso anno, poi, è sbarcato anche in Messico, Francia e Turchia. Un anno dopo, il 16 settembre 2010, il format è stato venduto anche in Romania.